# Jorma Valkama

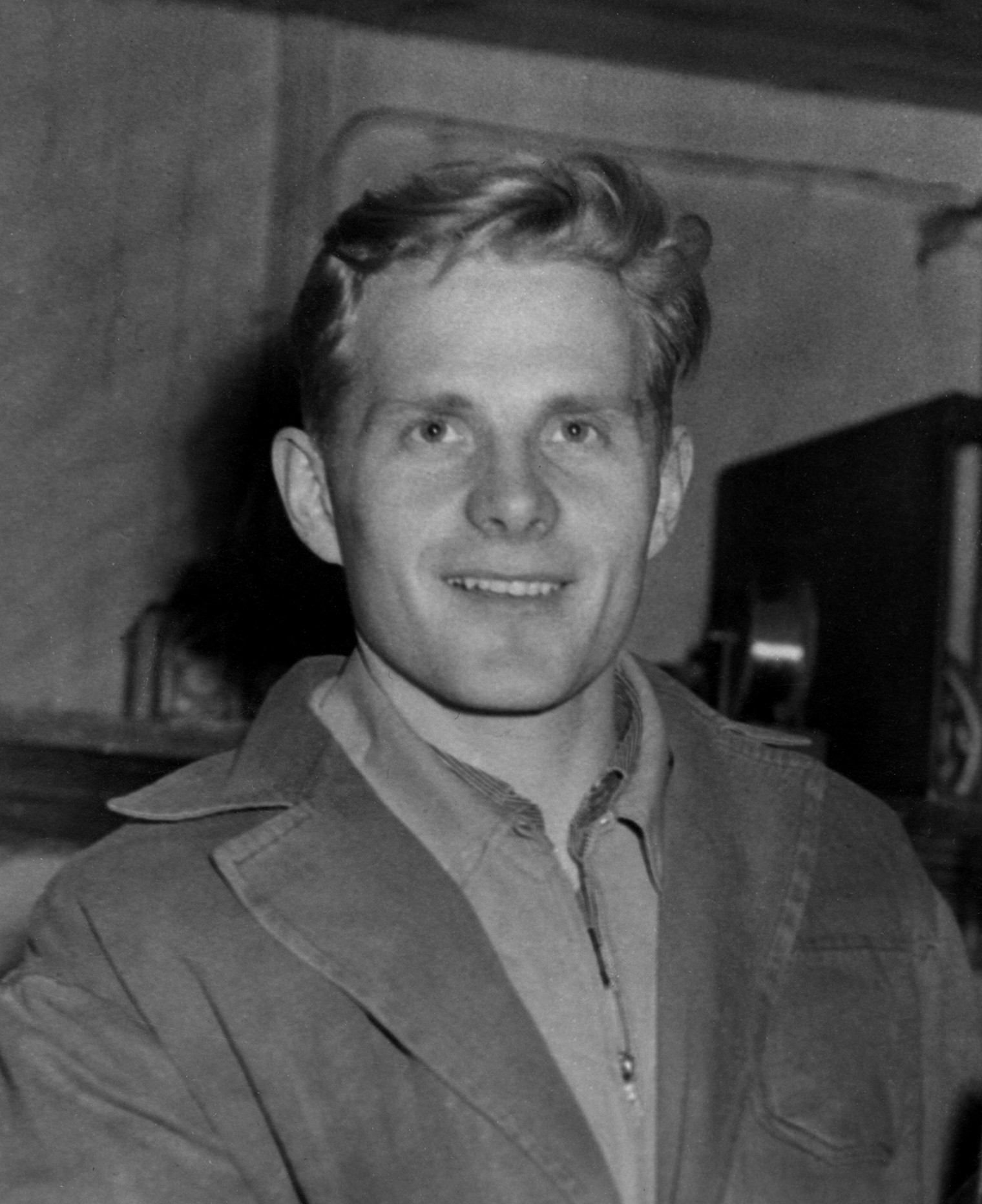
Jorma Valkama im Jahr 1950

Jorma Rainer Valkama (* 4. Oktober 1928 in Wyborg; † 11. Dezember 1962) war ein finnischer Weitspringer.
Nachdem Valkama bei den Olympischen Spielen 1952 in Helsinki und bei den Europameisterschaften 1954 in Bern noch jeweils die Qualifikation für das Finale verpasst hatte, erzielte er bei den Olympischen Spielen 1956 in Melbourne den bedeutendsten internationalen Erfolg seiner Karriere. Mit einer Weite von 7,48 m gewann er hinter den US-Amerikanern Greg Bell (7,83 m) und John Bennett (7,68 m) die Bronzemedaille im Weitsprung.
1957 blieb Valkama in 40 Wettkämpfen ungeschlagen. Bei den Europameisterschaften 1958 in Stockholm belegte er mit 7,50 m den sechsten Platz und bei den Olympischen Spielen 1960 in Rom mit 7,69 m den fünften Platz. Seine letzten internationalen Meisterschaften bestritt er bei den Europameisterschaften 1962 in Belgrad. In der Qualifikation überzeugte er noch mit einem Sprung auf 7,65 m, konnte dann jedoch im Finale mit 6,78 m lediglich die zwölftbeste Weite erzielen. Knapp drei Monate später kam er im Alter von 34 Jahren bei einem Verkehrsunfall ums Leben.
Jorma Valkama war 1,72 m groß und wog 66 kg. Seine persönliche Bestleistung von 7,77 m, erzielt am 16. September 1956 in Turku, war seinerzeit finnischer Rekord.